# Bellino II
Bellino II (1967 - 1981) est un cheval de course français, de race trotteur français, crack du trot tant attelé que monté des années 1970. C'est l'un des quatre seuls chevaux de l'histoire à avoir remporté la même année le prix d'Amérique, le Grand Prix de France et le Grand Prix de Paris.

## Carrière de courses
Fils de l'étalon Boum III,, et de la jument Belle de Jour III,,, deux vieux reproducteurs de vingt-deux ans, Bellino II naît le 26 février 1967,, chez Maurice Macheret à Vétraz-Monthoux en Haute-Savoie. Trotteur français mâle, bai, sa hauteur au garrot est de 168 centimètres à l'âge adulte. Bellino II débute en course le 23 mai 1970, sur l'hippodrome de Lyon, La Soie (auj. Lyon Carré de Soie) en se classant 3e du Prix du Blésois. Mais c'est drivé par Jean-René Gougeon qu'il remporte ses plus grands succès. En 1976, il devient le troisième cheval à remporter les prix d'Amérique, de France et de Paris la même année, après Gélinotte en 1956 et 1957 puis Jamin en 1959. Il restera le dernier cheval à avoir réalisé ce triplet,, jusqu'à Bold Eagle en 2017, et son nom est associé à la Triple Couronne qu'il est présenté comme ayant remporté bien que celle-ci n'ait été officiellement créée qu'en 2013,. Cette année est particulièrement prolifique, puisqu'en plus de ce triplet, il remporte également à la file les cinq grands internationaux du meeting d'hiver : Prix de l'Île-de-France, Prix de Cornulier, Prix d'Amérique, Prix de France (en rendant 25 mètres), Prix de Paris (en rendant 75 mètres), en y ajoutant au printemps le Grand Critérium de vitesse de la Côte d'Azur à Cagnes-sur-Mer et le Prix de l'Atlantique à Enghien, puis le Prix René-Ballière en juin.
Bellino II devient si célèbre que, le 16 février 1977, il est accueilli sur le plateau du journal télévisé TF1 Actualités 13 heures, par Yves Mourousi, en compagnie d'André Théron et de Christian Bonnet. Il fut l'objet d'une demande de rançon avant sa course dans la Grand Prix de la Loterie à Naples, demande qui échoua grâce à l'intervention des services de police français et italiens. Pour la dernière course de sa carrière, aux Pays-Bas, le « Vieux » se permit le luxe de battre sur sa distance le jeune miler américain Pershing et d'améliorer son record en 1 min 13 s 8. Il quitte la compétition en ayant accumulé la somme de 9 034 089 FRF (6 059 344,17 EUR2023).
Il était surnommé « le rouleau compresseur ».

### Palmarès
France
- Prix d’Amérique (1975, 1976, 1977)
- Prix de Paris (1975, 1976, 1977)
- Prix de France (1976)
- Grand Critérium de vitesse de la Côte d'Azur (1975, 1976)
- Prix de Cornulier (1973, 1975, 1976)
- Prix René-Ballière (1974, 1975, 1976)
- Prix de l'Atlantique (1977, 1976, 1975)
- Prix de Vincennes (1970)
- Prix du Président de la République (1971)
- Prix des Centaures (1971)
- Prix des Élites (1971, 1972)
- Prix de Normandie (1972)
- Prix de l'Île-de-France (1973, 1976)

 Italie
- Grand Prix de la Loterie (1976)
- Gran Primo Lido di Roma (1975)
- Primo Ghirlandina à Modène (1975)

 Allemagne
- Elite Rennen (1975)

 Pays-Bas
- Grand Prix des Pays-Bas (1977)
- Prix des Géants (1977)

 États-Unis
- 2e International Trot (1975, 1976, 1977)
- 3e Challenge Cup (1977)

## Au haras
En seulement quatre années de monte, réalisées tout d'abord en Haute-Savoie deux années durant puis dans l'Orne, il eut 113 produits dont 62 qualifiés (54,86 %), mais sans donner de performers au plus haut niveau.
Bellino II meurt prématurément le 6 septembre 1981 au haras de Villepelée dans l'Orne, près de Nonant-le-Pin, d'une colique avec torsion. Maurice Macheret fait rapatrier son corps à Perrignier et l'y enterre sous un bloc de granit. Bellino II est le sujet de deux documentaires : Bellino II super star de Jean-Michel Barjol, sorti en 1977, et Bellino II, l'Everest du trot de Dimitri Iordanesco et Stéphane Mons. Plusieurs Prix Bellino II sont ainsi nommés en son honneur, notamment à Vincennes, au moins depuis 2015, mais aussi à Cagnes-sur-Mer,, au moins depuis 1981.

## Origines
| Origines de Bellino II, mâle, bai. | Origines de Bellino II, mâle, bai. | Origines de Bellino II, mâle, bai. | Origines de Bellino II, mâle, bai. |
| ---------------------------------- | ---------------------------------- | ---------------------------------- | ---------------------------------- |
| Père Boum III                      | Obok                               | Farceur X                          | Valentino                          |
| Père Boum III                      | Obok                               | Farceur X                          | Oriflamme                          |
| Père Boum III                      | Obok                               | Siva                               | Intermède                          |
| Père Boum III                      | Obok                               | Siva                               | Gladys                             |
| Père Boum III                      | Star Williams                      | Sam Williams                       | Peter Scott (US)                   |
| Père Boum III                      | Star Williams                      | Sam Williams                       | Blitzie                            |
| Père Boum III                      | Star Williams                      | Impavide                           | Valentino                          |
| Père Boum III                      | Star Williams                      | Impavide                           | Nalicante                          |
| Mère Belle de Jour III             | Esix                               | Ontario                            | Bémécourt                          |
| Mère Belle de Jour III             | Esix                               | Ontario                            | Épingle                            |
| Mère Belle de Jour III             | Esix                               | Quatre à Quatre                    | Hoche                              |
| Mère Belle de Jour III             | Esix                               | Quatre à Quatre                    | Kizil Kourgan                      |
| Mère Belle de Jour III             | Danse Nuptiale                     | Kalmouk                            | Bémécourt                          |
| Mère Belle de Jour III             | Danse Nuptiale                     | Kalmouk                            | Quintille                          |
| Mère Belle de Jour III             | Danse Nuptiale                     | Tempête                            | Beaumanoir                         |
| Mère Belle de Jour III             | Danse Nuptiale                     | Tempête                            | Cybèle                             |